# Человек ночи
«Человек ночи» (англ. The Nightman) — фильм режиссёра Чарльза Хейда.

## Сюжет
Владелица отеля Ив пытается уберечь дочь Мэгги от грязных лап нового ночного управляющего по имени Том Вульф, поскольку сама хочет заполучить этого мужчину. После того, как Том затащил обеих женщин в свою постель, разгораются страсти: Ив убита. Тома арестовывают за убийство, которое он, возможно, и не совершал.

## В ролях
- Джоанна Кернс — Ив
- Дженни Робертсон — Мэгги
- Тед Маркукс — Том Вульф
- Латаня Ричардсон — Эмили
- Бенжи Вилхойт — Билли
- Пенелопа Виндаст
- Хью Джарретт
- Дженелл МакЛеод
- Кенни Леон — Джонсон

## Съёмочная группа
- Режиссёр: Чарльз Хейд
- Продюсер: Джон Эвнет, Чарльз Хейд, Джордан Кернер
- Сценарист: Люсиль Флетчер, Джеймс По, Джон Уэллс
- Композитор: Гэри Чан
- Оператор: Уильям Уэйджес